# Vernaison
Vernaison este o comună în departamentul Rhône din sud-estul Franței. În 2009 avea o populație de 4.452 de locuitori.

## Evoluția populației
| An        | 1975  | 1982  | 1990  | 1999  | 2006  | 2009  |
| --------- | ----- | ----- | ----- | ----- | ----- | ----- |
| Populație | 3.250 | 3.373 | 4.072 | 4.000 | 4.320 | 4.452 |